# Pellegrino Tibaldi

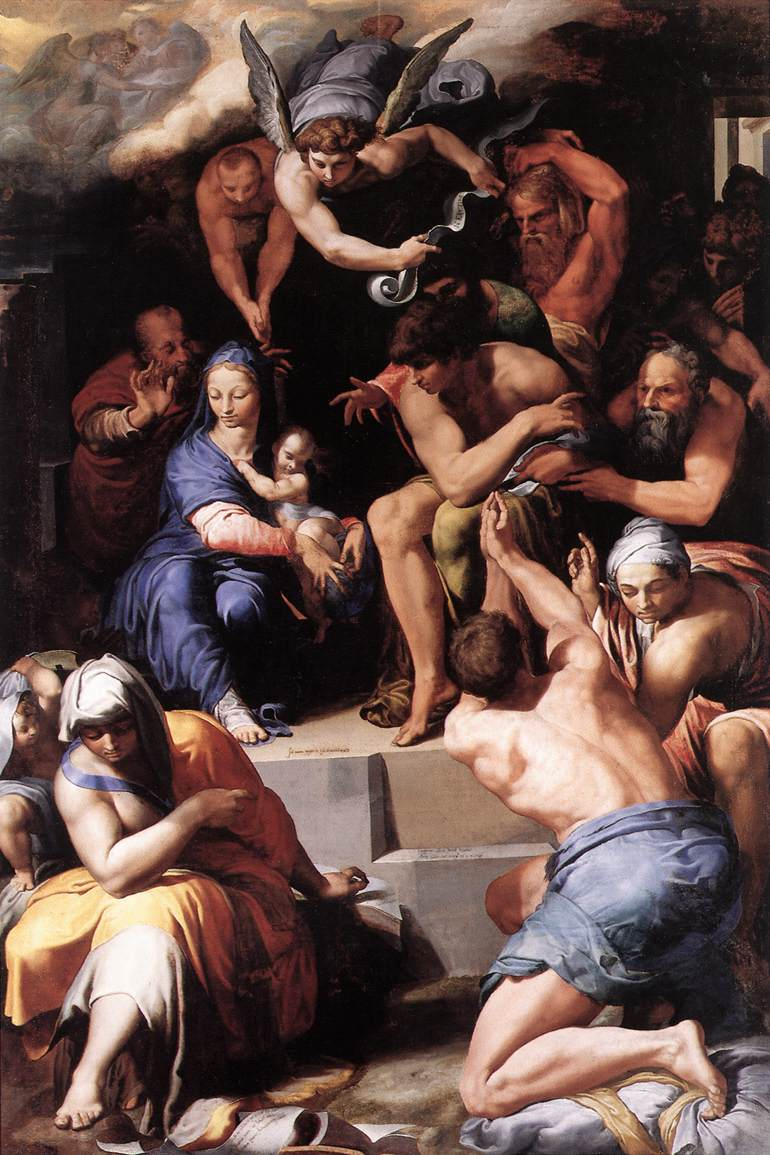
Adorazione del Bambino, 1548, Galleria Borghese (Roma)

Pellegrino Pellegrini, detto il Tibaldi (Puria, 1527 – Milano, 1596), è stato un architetto e pittore italiano.

## Biografia

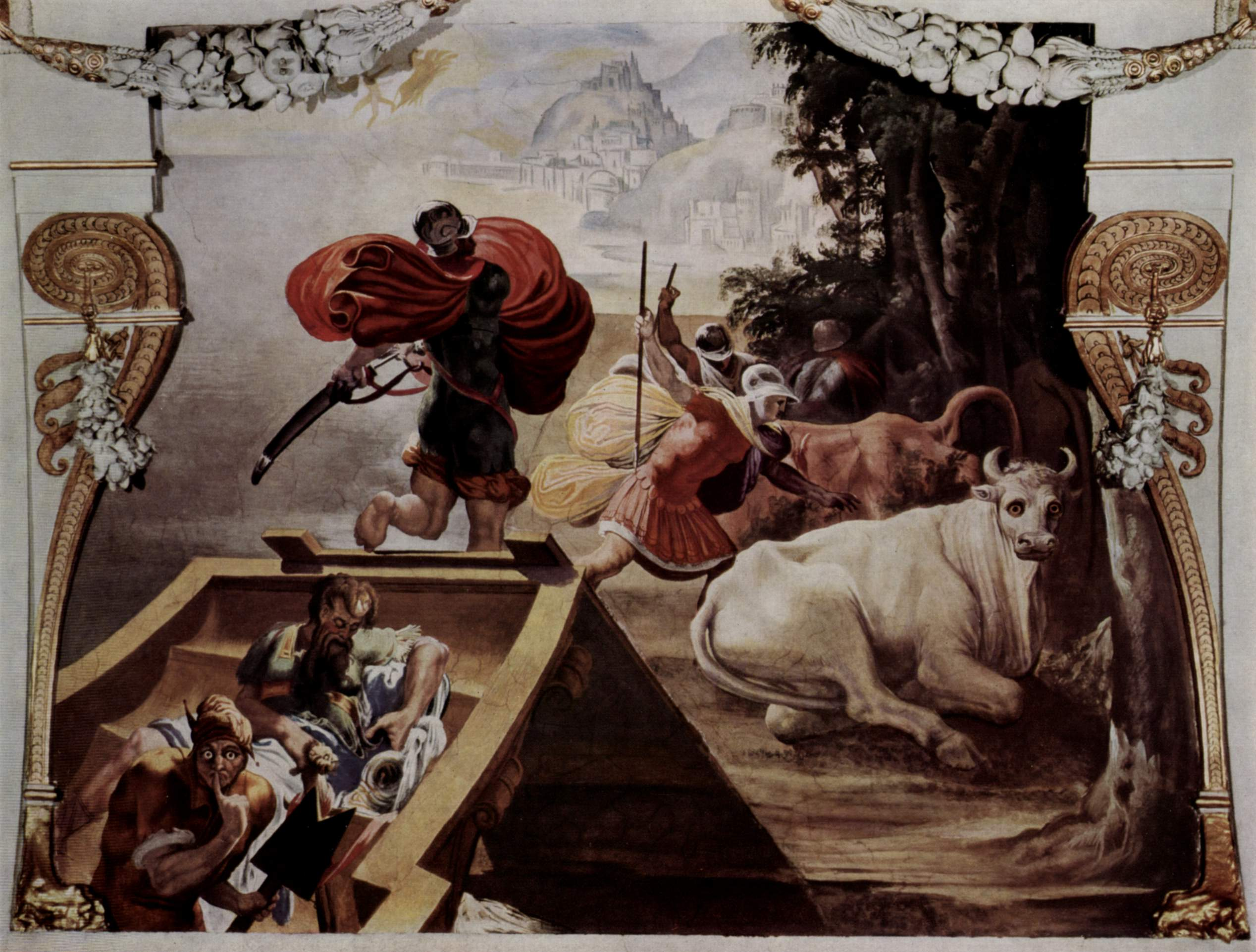
Uno degli affreschi di Palazzo Poggi

Compie a Bologna la propria formazione culturale, sia come pittore, alla scuola del Bagnacavallo, sia come architetto, in un ambiente che risente delle novità portate al nord da Giulio Romano e da Sebastiano Serlio.

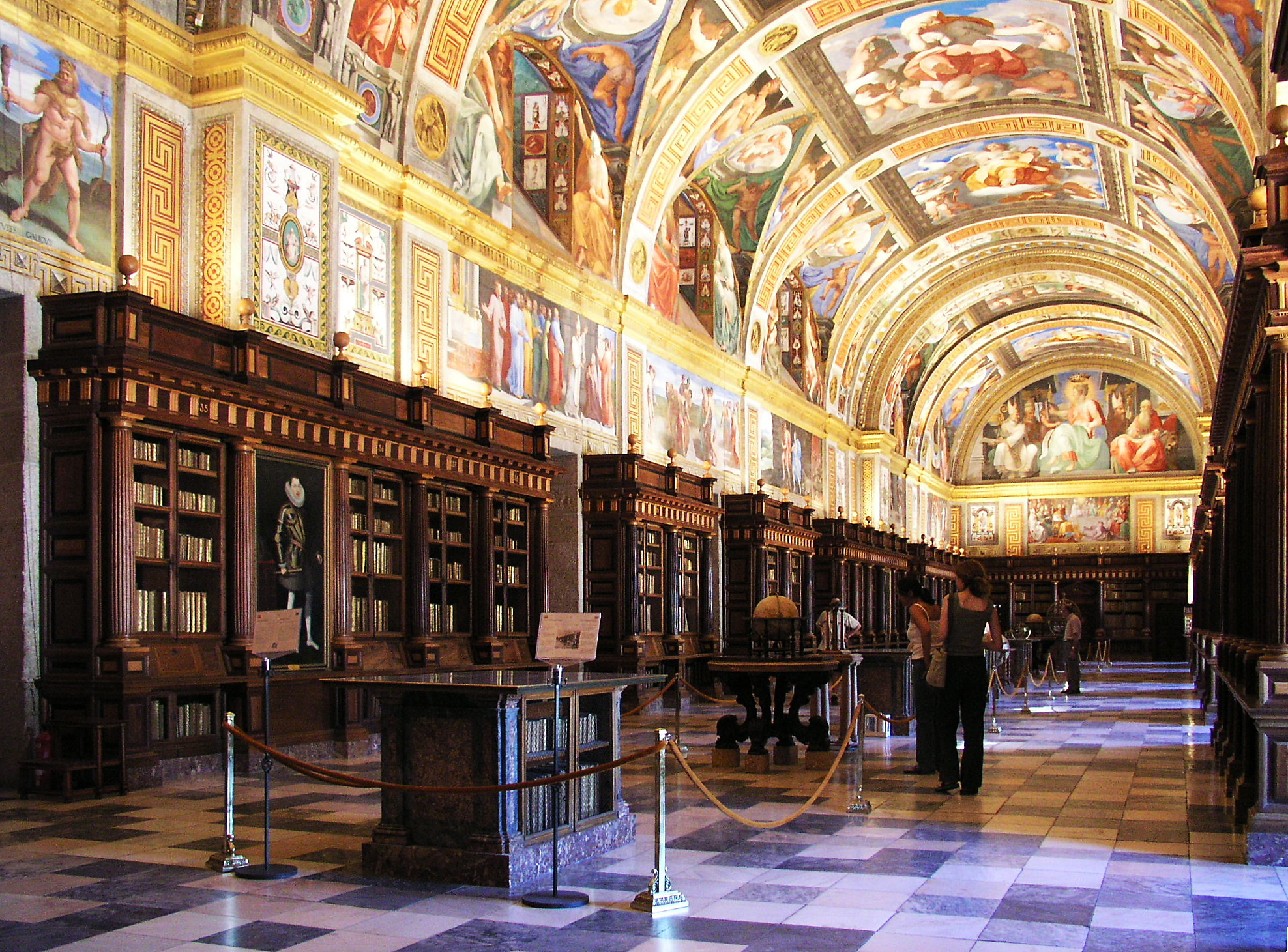
Affreschi di Tibaldi alla Biblioteca del Monastero dell'Escorial

Fondamentale è comunque, dal 1547 al 1549, il soggiorno romano che lo pone in contatto con l'opera di Michelangelo e di alcuni dei manieristi (in primo luogo Perin del Vaga), i cui frutti sono evidenti nelle prime opere, come la decorazione dell'appartamento di Paolo III a Castel Sant'Angelo. Una versione particolare del michelangiolismo, in parte venata di grottesca ironia, caratterizza le sue opere pittoriche eseguite subito dopo a Bologna: gli affreschi con storie di Ulisse in Palazzo Poggi (1549) e quelli, del 1555 circa, della cappella Poggi in San Giacomo Maggiore (anche l'architettura degli edifici è attribuita al Tibaldi) sono infatti una versione originalissima dei modelli michelangioleschi, di cui costituiscono una rielaborazione intellettualistica, ironica e giocosa (Giuliano Briganti parlava di "manierismo eroicomico"). Non ancora del tutto chiarita è l'attività del Tibaldi anteriore al suo arrivo in Lombardia, dove operò poi per quasi tutta la vita. È ricordato come pittore e come architetto di vari palazzi pubblici e nobiliari di Ancona, dove progettò anche il Campo Trincerato. Inoltre è nota la sua opera come ingegnere militare a Ravenna.
Decisivo per la sua affermazione fu l'incontro con il cardinale Carlo Borromeo, grazie al cui appoggio l'artista ottenne importanti commissioni: a Pavia l'Almo Collegio Borromeo (1564); a Milano il cortile della Canonica degli Ordinari del Duomo (1565), la chiesa di San Fedele (1569), prototipo delle chiese controriformate lombarde, il tempietto ottagonale di San Carlo al Lazzaretto (1576-1592), la chiesa di San Sebastiano (1577).

## Opere

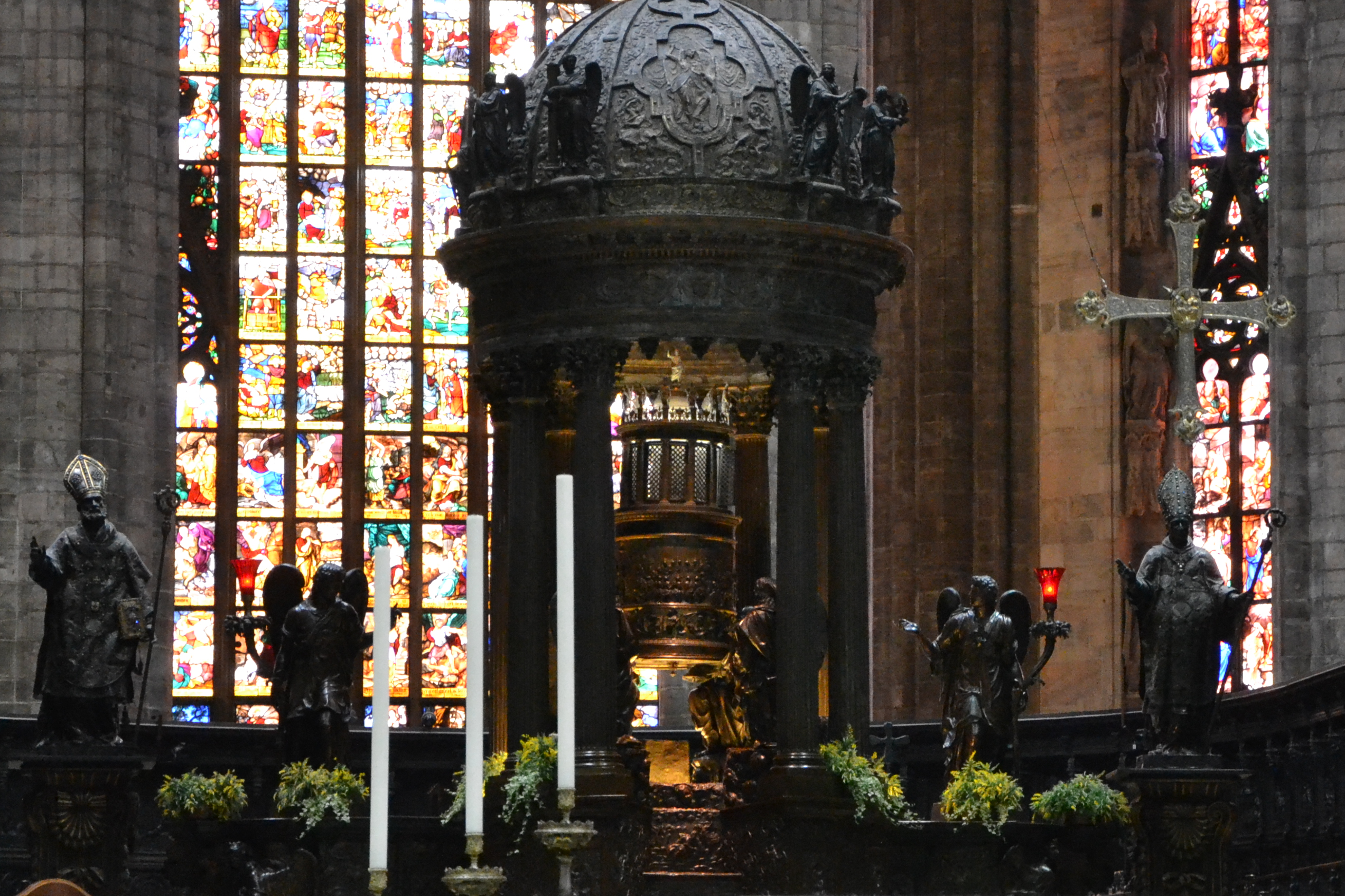
Il ciborio dell'altare maggiore del Duomo di Milano

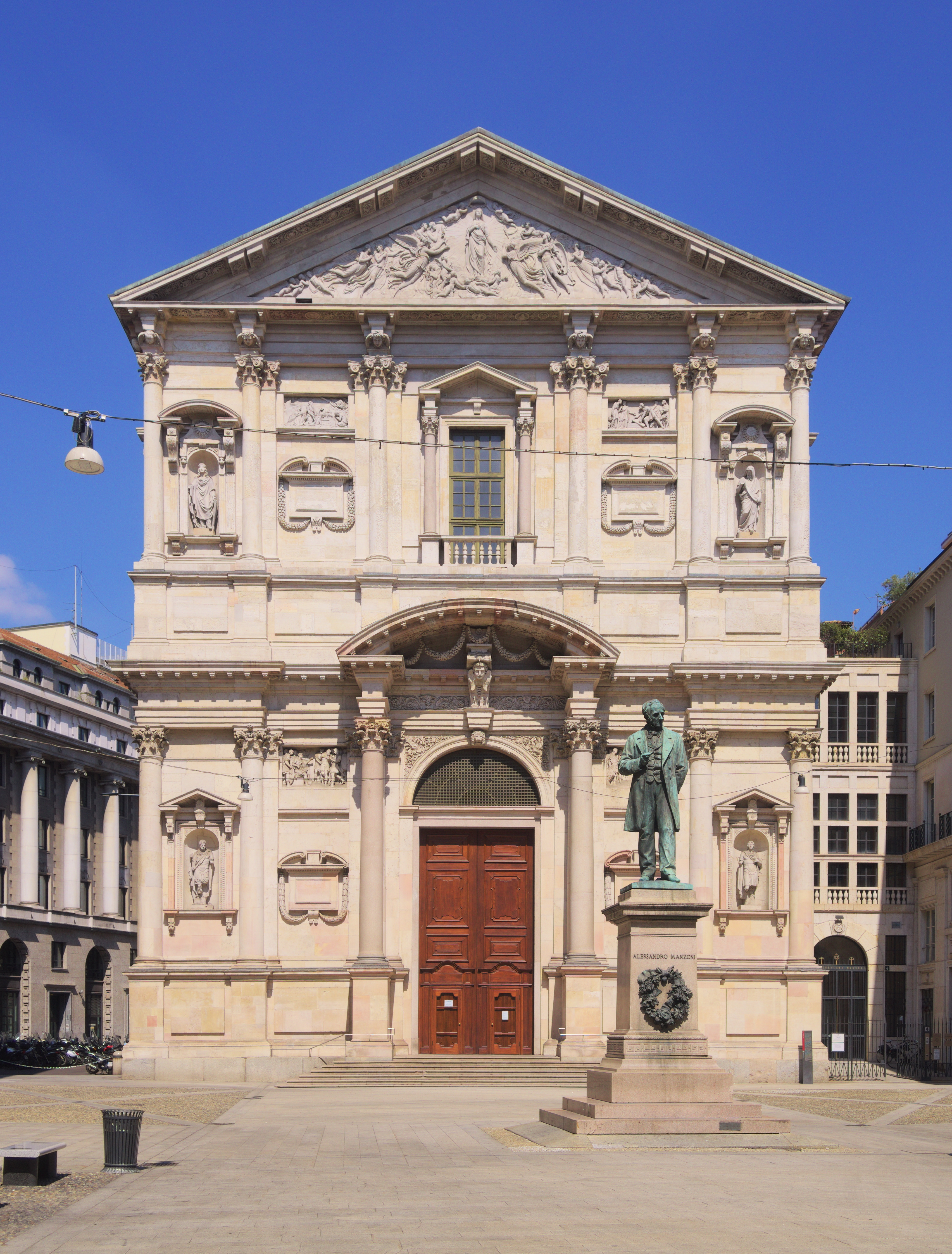
La facciata di San Fedele a Milano (il coronamento superiore è del XIX secolo)

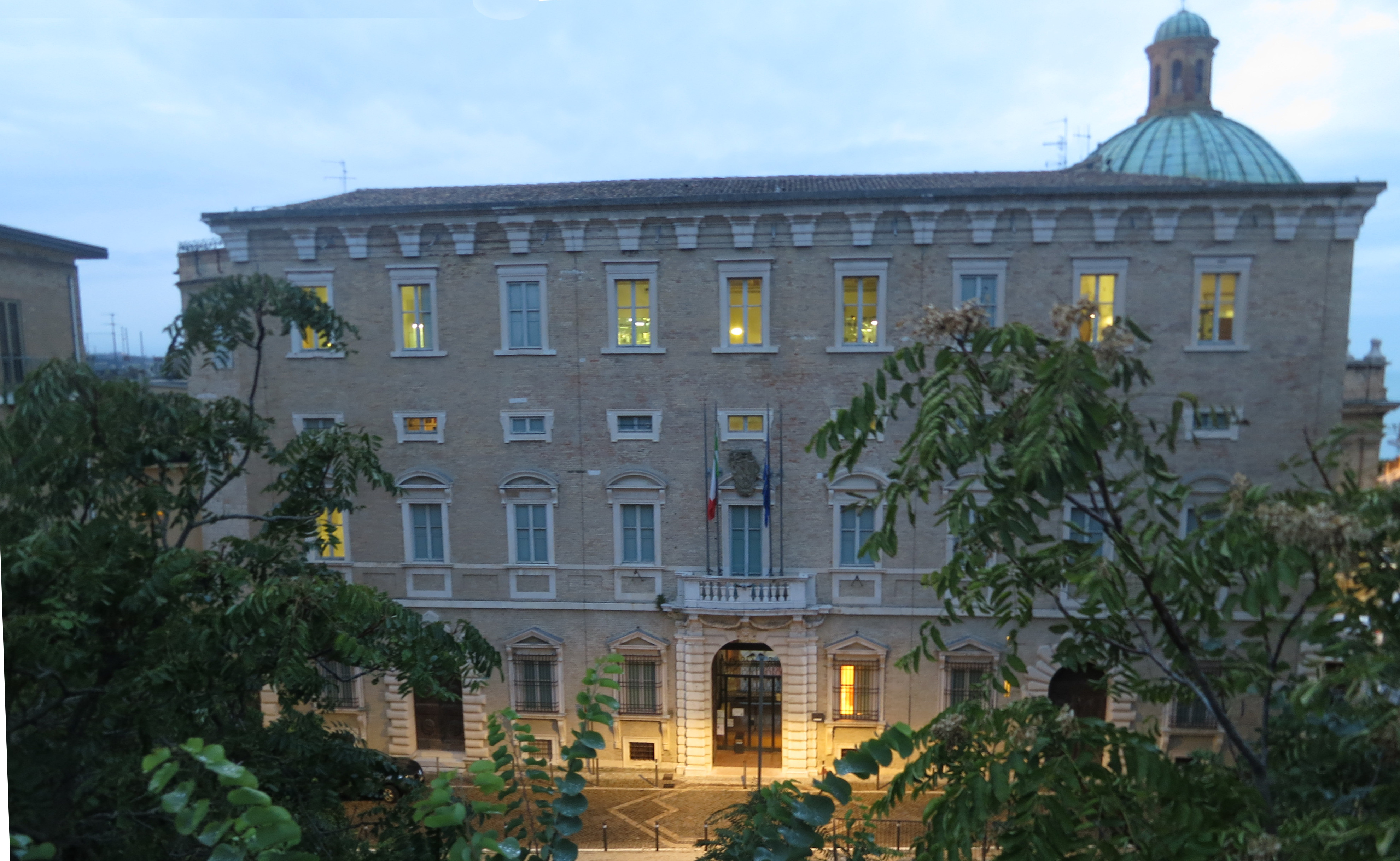
Palazzo Ferretti ad Ancona

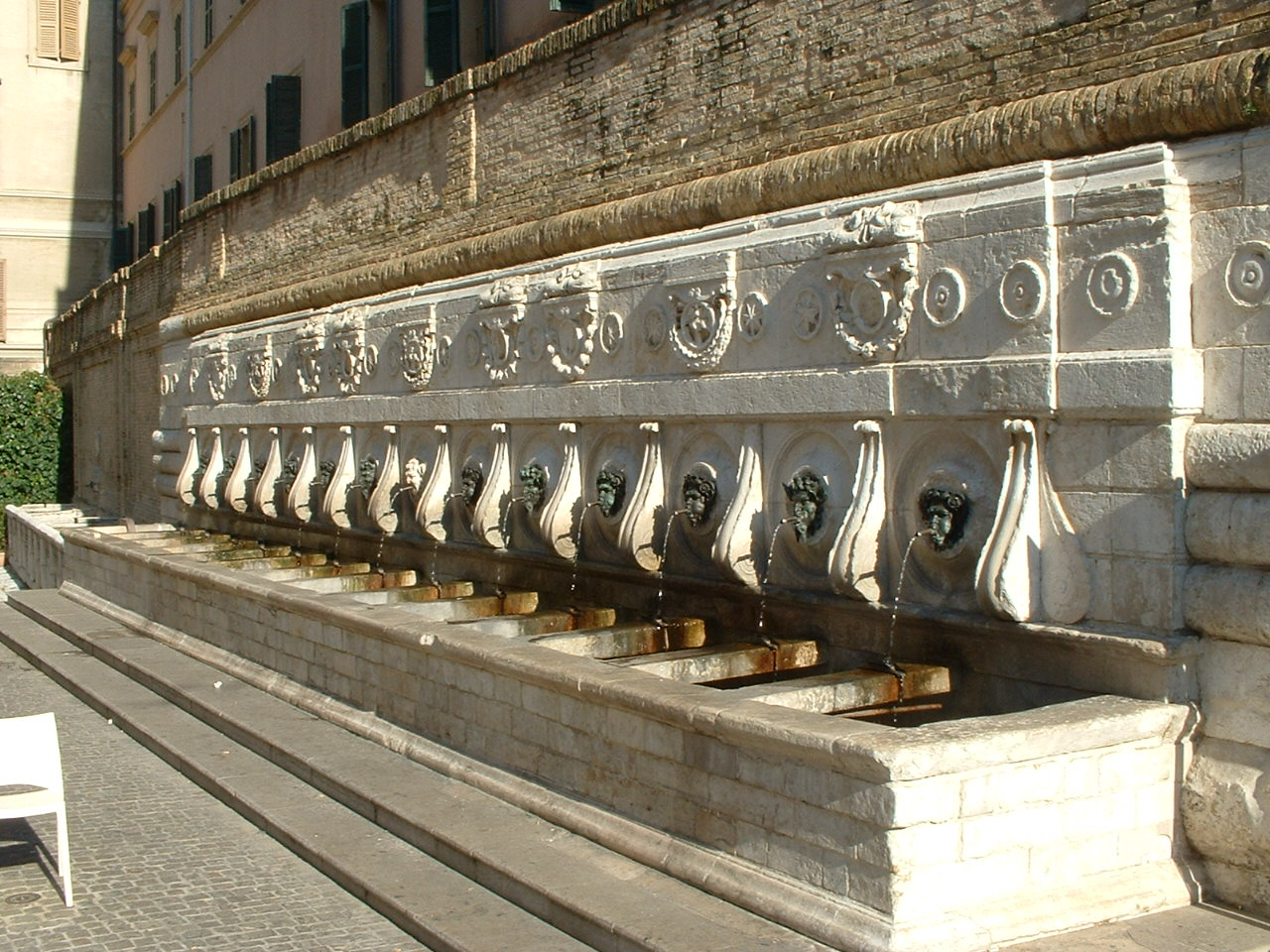
Fontana delle Tredici Cannelle ad Ancona

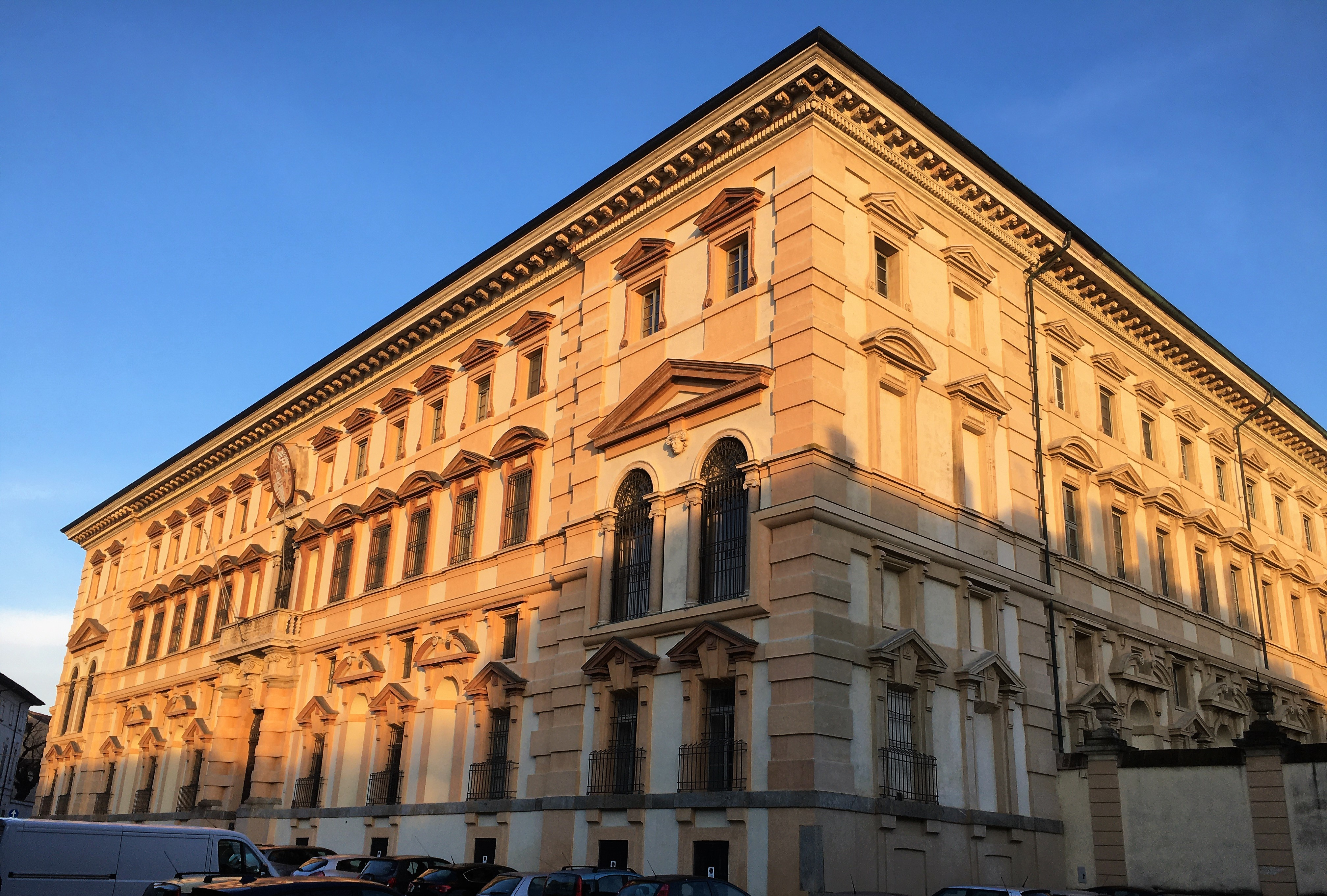
La facciata del Collegio Borromeo a Pavia

Nelle opere citate come in molte altre (si ricordano la Chiesa dei S.S. Gervasio e Protasio a Parabiago, progettata nel 1570, ma realizzata solo dopo la morte nel 1610; il Santuario di Santa Maria del Fonte a Caravaggio, a partire dal 1575; la Basilica di San Gaudenzio a Novara, 1577; la facciata del Santuario della Madonna dei Miracoli a Saronno, 1583; il santuario dell'Addolorata di Rho, 1584) Tibaldi accentuò i caratteri di un'architettura intellettualistica, scomponendo in entità autonome il codice morfologico del classicismo e riaggregandole per strutture ritmiche dissonanti, in una sorta, per dirla con Vasari, di «licenza... ordinata nella regola». La sua architettura, pertanto, escludendo ogni forma di canonizzazione delle tipologie architettoniche e decorative e usando gli ordini funzionalmente, come intelaiatura tridimensionale dell'edificio, approda a risultati profondamente diversi da quelli contemporanei di Vignola, anche nell'elaborazione dello schema della chiesa controriformistica (versione sperimentale il San Fedele di Milano, canonica, invece, il Gesù di Roma).
Da segnalare, a Milano, alcuni progetti di architettura civile: palazzo Erba Odescalchi, palazzo Spinola, palazzo di Prospero Visconti (quest'ultimo eseguito materialmente da altri, forse, come testimonia Lomazzo, da Giuseppe Meda). A Pavia, sempre per San Carlo, Tibaldi progettò il monumentale edificio dell'Almo Collegio Borromeo: convitto universitario impostato su un arioso cortile di quadratura perfetta (reminiscenza, in tal senso, del trecentesco Collegio di Spagna di Bologna), connotato dall'elegante disegno architettonico a serliane dei due ordini di logge. Sempre a Pavia, su commissione di Papa Pio V, fu affidata nel 1567 al Tibaldi la realizzazione del Collegio Ghislieri. Seguendo il carattere severo e ascetico del Papa controriformista, il quale aveva voluto per il suo collegio una costruzione funzionale ma non fastosa, il Tibaldi interpretò questa impostazione del committente realizzando un edificio su tre piani, a pianta quadrata, imponente ma non vuotamente scenografico, con spazi interni funzionali alla vita comunitaria che vi si svolge.
Ad Ancona il Tibaldi operò come architetto a Palazzo Ferrettie all'interno della Loggia dei Mercanti, edifici nei quali eseguì ampi cicli di affreschi. Suo è anche il progetto del Campo Trincerato, che oggi accoglie il Parco della Cittadella. Inoltre lasciò in città un dipinto su tavola raffigurante il Battesimo di Cristo, attualmente conservato nella Chiesa di San Francesco alle Scale; a lui sono attribuite la fontana delle Tredici Cannelle e Palazzo Bosdari. e la facciata superiore del Palazzo degli Anziani.
Nominato architetto del Duomo di Milano (per il quale eseguì molti lavori, tra cui il battistero nel 1567, il presbiterio, numerosi altari e i cartoni per alcune vetrate), Tibaldi svolse una vastissima attività professionale di progettista e consulente tecnico e concluse la sua carriera nuovamente come pittore, alla corte di Filippo II in Spagna (affreschi del chiostro e della biblioteca dell'Escorial, 1588-1595) con la collaborazione di alcuni aiuti, tra cui il cugino Andrea Pellegrini (1550 circa-1620). Inoltre Tibaldi progettò su commissione del cardinale Tolomeo Gallio la deliziosa Villa d'Este a Cernobbio, diventata nel tempo l'hotel dove alloggia il turismo di lusso sul lago di Como.

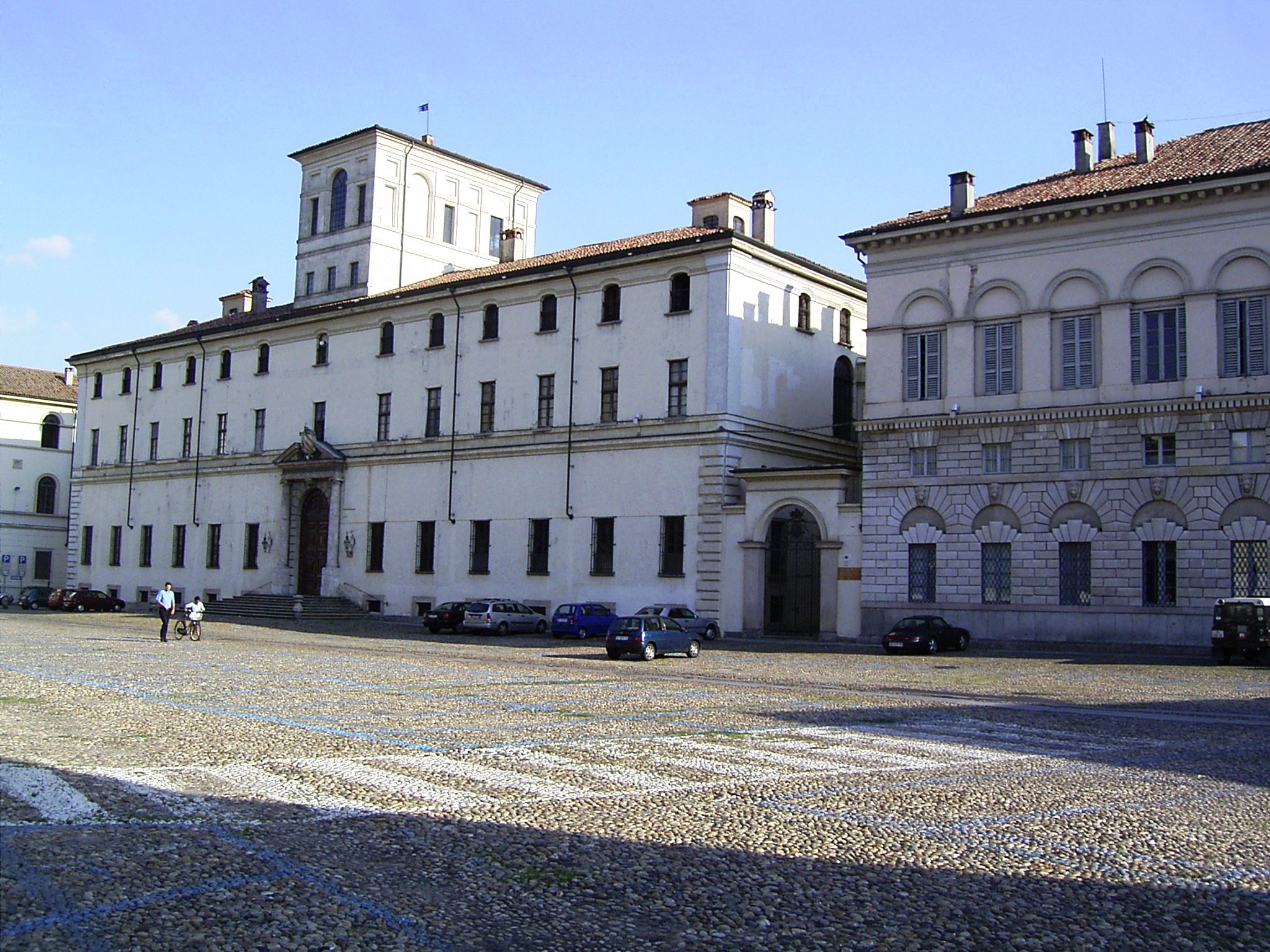
Collegio Ghislieri, Pavia.

Risale all'ultimo periodo della sua vita, in coincidenza con il suo ritorno a Milano (ultimo decennio del secolo), il progetto per una monumentale (e mai eseguita) facciata in stile classico del duomo milanese, caratterizzata da un ordine gigante di colonne, due campanili, e da un coronamento di statue e obelischi. In quegli anni inoltre progettò a Galliate il Santuario del Varallino, una chiesa dedicata alla Natività della Vergine che, in un ambiente di pianura, riprende le rappresentazioni plastiche del Sacro Monte di Varallo. Ancora a Milano fu del Tibaldi il rimaneggiamento della chiesa di San Protaso ad Monachos, demolita nel 1930.

## Filmografia
- Adriano Kestenholz, Alias Pellegrino Tibaldi. Le due anime del Cinquecento, Documentario 52 min. Produzione Aleph film / RSI Radiotelevisione svizzera, 2015.